# Presbyterium (Kollegium)
Als Presbyterium (von altgriechisch πρεσβύτερος presbýteros, deutsch ‚Älterer‘; πρεσβυτέριον presbytérion „Versammlungsort der Ältesten“ und „Ältestenrat“) wird in der römisch-katholischen Kirche die Gemeinschaft der Priester einer Diözese bezeichnet, der der Diözesanbischof vorsteht. Ordentliche Mitglieder des Presbyteriums sind die in das Bistum inkardinierten Priester, ebenfalls der Diözesanbischof und die Weihbischöfe. Andere Priester, die in der Diözese eine Aufgabe erfüllen, aber einer anderen Diözese oder einem Orden angehören, sind außerordentliche Mitglieder. Das Presbyterium wird repräsentiert durch den Priesterrat, der verbindlich in jeder Diözese bestehen muss. Durch die Zugehörigkeit zum Presbyterium durch Weihe oder Inkardination wird der Priester in seiner Diözese und im  Kollegium der Priester „verortet“.
Der Gedanke eines Priesterkollegiums geht bereits auf die frühchristliche Traditio Apostolica des heiligen Hippolyt von Rom zurück.  Das Zweite Vatikanische Konzil hat den Begriff in verschiedenen Beschlüssen verankert. Er wird mit der Stiftung des Apostelkollegiums durch Jesus Christus begründet:

„Der Herr Jesus rief von Anfang an ‚die zu sich, die er wollte, ... und bestellte Zwölf, damit sie bei ihm seien und er sie sende, zu verkündigen‘ (Mk 3,13 ). […] So liegt auf der Kirche die Pflicht, den Glauben und das Heil Christi auszubreiten, und zwar sowohl aufgrund des ausdrücklichen Auftrags, der von den Aposteln her dem Bischofskollegium, dem die Presbyter zur Seite stehen, in Einheit mit dem Nachfolger Petri und obersten Hirten der Kirche überkommen ist, wie auch aufgrund des Lebens, das Christus in seine Glieder einströmen lässt.“

„Als sorgsame Mitarbeiter, als Hilfe und Organ der Ordnung der Bischöfe bilden die Priester, die zum Dienst am Volke Gottes gerufen sind, in Einheit mit ihrem Bischof ein einziges Presbyterium, das freilich mit unterschiedlichen Aufgaben betraut ist.“

„Die Priester, die durch die Weihe in den Priesterstand eingegliedert wurden, sind alle in inniger sakramentaler Bruderschaft miteinander verbunden (omnes inter se intima fraternitate sacramentali nectuntur). Besonders in der Diözese, deren Dienst sie unter dem eigenen Bischof (sub Episcopo proprio) zugewiesen werden, bilden sie das eine Presbyterium (unum Presbyterium efformant).“

Durch die kollegiale Struktur des Presbyteriums wird deutlich, dass „auch in der amtlichen Christusrepräsentation niemand (für sich) allein Priester ist, sondern immer nur als Glied eines Kollegiums und in brüderlicher Verbundenheit mit anderen“. Die Kollegialität wird anschaulich ausgedrückt, wenn bei der Priesterweihe alle anwesenden Priester nach dem Bischof dem Weihekandidaten die Hände auflegen. Die jährliche Chrisammesse am Gründonnerstag oder einige Tage vor Ostern findet bewusst  in Konzelebration des Bischofs mit seinem Priesterkollegium statt und wird als Zeichen der Verbundenheit der Priester mit ihrem Bischof in dem einen Priesteramt Christi verstanden.